# Circolo Čajkovskij

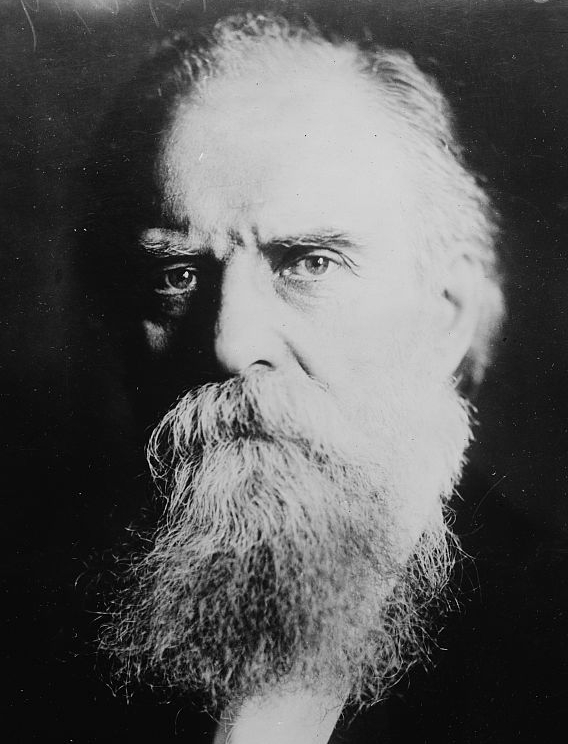
Nikolaj Vasil'evič Čajkovskij

Il Circolo Čajkovskij o Gruppo di Čajkovskij (Kružok Čajkovcev) o semplicemente i čajkovcy o ancora la Grande società di propaganda (Bol'šoe obščestvo propagandy) fu un movimento rivoluzionario russo sorto alla fine degli anni sessanta del XIX secolo a Pietroburgo e costituito da studenti che si ponevano lo scopo di diffondere le idee socialiste tra la popolazione russa. Prende il nome da uno dei suoi esponenti, il giovane Nikolaj Vasil'evič Čajkovskij (1851-1926). Negli anni settanta il gruppo dei čajkovcy, decimato dagli arresti, finì per confondersi nel movimento dell'«andata nel popolo» (xождение в народ, choždenie v narod) e successivamente molti suoi aderenti entrarono nelle organizzazioni della Zemlja i Volja e della Narodnaja Volja.
Il circolo dei čajkovcy fu creato in opposizione ai sistemi di Nečaev che aveva formato un gruppo di cospiratori tenuto insieme dalla dura disciplina imposta dal capo, pronto a usare anche l'arma del ricatto per attrarre a sé nuovi aderenti e che credeva fosse imminente una rivolta contadina. I čajkovcy era animati dalla convinzione che gli intellettuali dovessero pagare un «debito» alle classi popolari, come predicava Lavrov, e che occorresse una lunga opera di propaganda delle idee socialiste, dal momento che il popolo russo era ben lontano dall'essere pronto per una rivoluzione. I membri del circolo dovevano essere persone di alta moralità, uniti da sentimenti di lealtà e di amicizia.

## Ičajkovcy

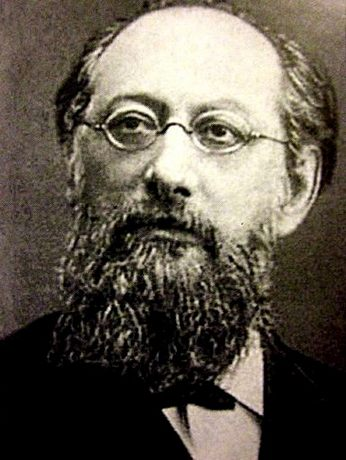
Mark Andreevič Natanson

Il primo circolo fu fondato nel 1869 a Pietroburgo da Mark Andreevič Natanson (1851-1919), ammiratore di Černyševskij e di Dobroljubov, e «uomo di grande energia, d'iniziativa, e d'una rara capacità organizzativa», e fu composto da studenti dell'Accademia medico-chirurgica. La biblioteca messa insieme dal gruppo veniva chiamata «il club dei giacobini», per alludere all'intenso spirito rivoluzionario del gruppo, più che a una particolare tendenza politica.
Natanson fu arrestato nel novembre del 1871 e la sua eredità fu raccolta dal coetaneo Nikolaj Čajkovskij, che era animato da un forte spirito religioso che lo portò ad aderire alla dottrina del «dio-umanesimo» di Aleksandr Malikov (1839-1908), un rivoluzionario già coinvolto nell'attentato di Karakozov. Dalla predicazione di Malikov, Čajkovskij credette di poter risolvere «tutti i problemi che lo tormentavano»: non erano più «necessarie né congiure, né clandestinità, né rivoluzione, né rivolte. Bastava liberarsi dai difetti e dai vizi, sentirsi dio-uomo, credere di esserlo». I suoi tentativi di convertire i compagni alla sua fede non ebbero però successo e nel 1874 emigrò in America con Malikov per vivere in una colonia comunista del Kansas.
Anche Dmitrij Aleksandrovič Klemenc (1848-1914) e Sergej Michajlovič Kravčinskij (1851-1895) furono attivi elementi del gruppo. Il primo si dedicò alla propaganda tra i contadini e fu tra i fondatori di Zemlja e Volja. Il secondo divenne membro dei čajkovcy dal 1872 e nell'autunno del 1873 condusse la propaganda tra i contadini di Tver' e di Tula. Arrestato, riuscì a fuggire ed emigrò. Ricordando la sua esperienza, scrisse che «i čajkovcy furono coloro che contribuirono notevolmente a creare quell'atmosfera morale, a mettere in vigore quelle regole di condotta che divennero poi il codice della generazione rivoluzionaria seguente. Questo fu l'enorme merito di tale movimento, interamente fondato sulla dedizione personale all'idea e allo spirito di sacrificio».
Kravčinskij era amico di Leonid Ėmmanuilovič Šiško (1852-1910) che, diplomato alla Scuola di Artiglieria Michailovskij di Pietroburgo nel 1871, vi portò il proselitismo rivoluzionario, che estese tra gli operai e gli artigiani. Nel 1872 scrisse l'opuscolo Qualche parola, fratelli, su come è difficile per il nostro fratello vivere sulla terra russa, stampato a Ginevra nel 1873. Arrestato nel 1874 e condannato ai lavori forzati, nel 1890 fuggì all'estero. Kropotkin lo definì «la più pura, la migliore figura del gruppo dei čajkovcy, la più alta espressione del loro ideale morale». Michail Vasil'evič Kuprejanov (1853-1878), che a 17 anni già conosceva «la gigantesca opera di Marx quasi a memoria», organizzò la fuga di Tkačëv all'estero e fu molto attivo tra gli operai.

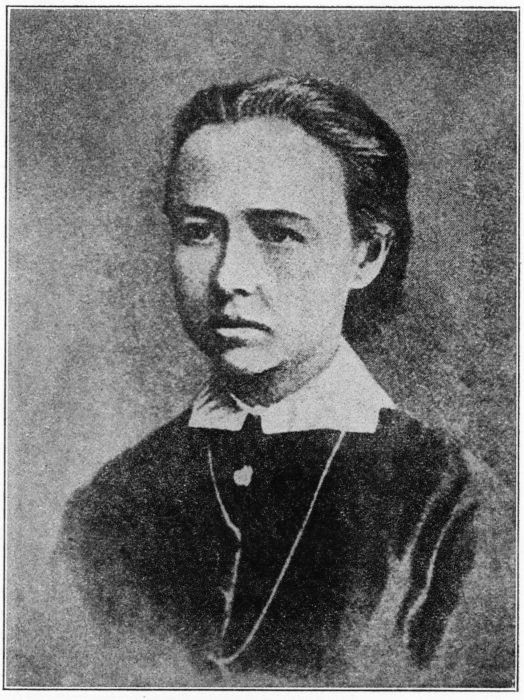
Sof'ja L'vovna Perovskaja

Mentre la maggior parte dei čajkovcy era alla prima esperienza cospirativa, German Aleksandrovič Lopatin (1845-1918) e Feliks Vadimyč Volchovskij (1846-1914) avevano già fondato la Società del rublo ed erano stati più volte arrestati. Lopatin era fuggito a Londra, dove aveva conosciuto Marx, era stato membro del Consiglio generale dell'Internazionale e aveva iniziato la traduzione in russo del Capitale. Tornato clandestinamente in Russia nel 1871, aveva aderito al Circolo e progettato la liberazione di Černyševskij. Due volte arrestato in Siberia, per due volte evase e finì per espatriare nuovamente nel 1874. Volchonskij entrò tra i čajkovcy nel 1873 e fu arrestato ad Odessa il 5 agosto 1874. Condannato nel processo dei 193, riuscirà a fuggire dal confino soltanto nel 1889, continuando a Londra l'attività di propaganda anti-zarista nella Società degli Amici della Libertà russa.
La figura che acquisì fama internazionale fu certamente quella di Pëtr Kropotkin (1842-1921). Formatosi in Occidente nell'ambiente degli internazionalisti anarchici, tornò in Russia nel maggio del 1872: «quei due anni vissuti nel gruppo di Čajkovskij» - scrisse - «mi lasciarono per sempre una profonda impressione. Quei due anni furono colmi di una febbrile attività». Fece propaganda tra gli operai e fu arrestato nel 1874. Fuggito dal carcere nel 1876, riparò all'estero e tornò in Russia soltanto nel 1917.
Dal 1871 fecero parte del circolo dei čajkovcy un gruppo di donne: Ol'ga Šlejsner (1850-1881), che sposò Natanson, Elizaveta Koval'skaja (1851-1943), Sof'ja Lešern (1842-1898), Aleksandra Kornilova (1853-1938), figlia di un grande industriale, e soprattutto Sof'ja Perovskaja (1853-1881). Figlia di un generale appartenente all'alta burocrazia imperiale e già governatore di Pietroburgo, accoglieva spesso i suoi compagni in una casa presa in affitto sotto falso nome: «quando vedevamo la Perovskaja» - racconta Kropotkin - «il nostro viso s'illuminava sempre d'un largo sorriso, benché lei ci facesse poca attenzione».
Complessivamente, i čajkovcy furono meno di cinquanta a Pietroburgo, circa venti a Mosca, una decina a Odessa, otto a Kiev, e poche unità a Char'kov, a Kazan', a Orël e a Tula.

## L'attività
La loro attività prevalente fu la propaganda, strettamente legata alla sentita necessità di istruire se stessi. Come diceva uno di loro, «vogliamo salvare il popolo, e noi stessi non sappiamo nulla: bisogna cominciare con l'imparare». Per questo motivo chiamarono la loro attività «la causa del libro» (knižoe delo) e costituirono apposite biblioteche. Di esse fecero parte libri che circolavano legalmente in Russia, come le opere di Černyševskij, di Ščapov e di Lassalle, il primo volume del Capitale di Marx, le Lettere storiche di Lavrov, La situazione della classe operaia in Russia e L'alfabeto delle scienze sociali di Bervi-Flerovskij, Il proletariato in Francia e Le associazioni di Aleksandr Šeller.
Per superare le difficoltà a diffondere le pubblicazioni illegali, nel 1871 due čajkovcy, Gol'denberg e Aleksandrov, costituirono a Ginevra una tipografia nella quale venivano stampati scritti di Černyševskij e opuscoli composti appositamente per la propaganda, da trasportare e diffondere clandestinamente in Russia. Tra questi, furono stampati la Storia di un contadino francese di Klemenc, il Racconto su una copeca di Kravčinskij, lo Sten'ka Razin di Žemanov, il Pugacëv o la rivolta del 1773 di Tichomirov e Kropotkin e una Raccolta di canzoni.
Venne poi il momento della propaganda diretta, attraverso il contatto personale degli operai delle fabbriche tessili e delle officine metallurgiche di Pietroburgo. In una città che allora contava circa 700.000 abitanti, gli operai non superavano le 30.000 unità. Erano tutti di origine contadina, ma mentre gli operai metallurgici, vivendo costantemente in città, ne avevano assunto i tipici modi di vita, i tessili, che «ogni estate tornavano nei loro villaggi a lavorare la terra», mantenevano ancora aspetto, abitudini e mentalità tipiche del mondo contadino. A Pietroburgo abitavano insieme in comunità di una decina di persone e «alla fine del mese ognuno partecipava alle spese comuni».

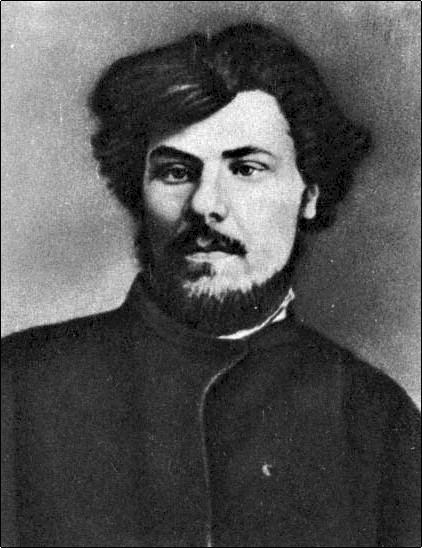
Pëtr Alekseev

Verso questi ultimi, considerati più sensibili alla propaganda socialista, s'indirizzò l'interesse dei čajkovcy. Nel 1872 riuscirono a formare, nel quartiere di Vyborg, una serie di «comuni» di operai istruiti preliminarmente da Sinegub (1851-1907) e Čarušin (1852-1937), nelle quali intervenivano Klemenc, la Kornilova e Kropotkin a informarli sulla storia dei movimenti popolari in Russia, sullo sviluppo del socialismo tedesco, sull'Internazionale. Nel 1873 i čajkovcy costituirono nella barriera della Neva un gruppo di una trentina di operai, grazie all'opera di Sinegub, della Perovskaja e di Serdjukov (1851-1878).
Quest'iniziativa espose però i čajkovcy alla repressione poliziesca. Alla fine del 1873 i circoli operai furono dissolti dagli arresti della polizia, e già nel 1874 tutto il circolo Čajkovskij non esistette più, disperso nelle carceri e nell'emigrazione. La propaganda svolta nelle fabbriche di Pietroburgo contribuì a formare i primi quadri operai, alcuni dei quali ebbero un futuro politico di rilievo, come Viktor Ivanovič Obnorskij (1851-1919), Pëtr Alekseevič Alekseev (1849-1891), Karl Adamovič Ivanajnen (1857-1887), Aleksej Nikolaevič Peterson (1851-1919), e soprattutto contribuì a mutare i rapporti tra datori di lavoro e operai all'interno delle fabbriche.
Un rapporto di polizia del settembre 1874 lamenta che i propagandisti siano «riusciti a seminare nell'ambiente operaio l'odio per i padroni e la convinzione che le forze del lavoro siano sfruttate», che vi sia attualmente tra le maestranze «uno spirito di solidarietà» prima sconosciuto, che avvengano scioperi «per il salario insufficiente o per l'oppressione esercitata dall'amministrazione». Fino a qualche anno prima, scrive il relatore, «l'abile padrone» poteva ritardare il pagamento del salario agli operai per parecchi giorni senza che vi fossero reazioni: ora invece «basta che anche il più amato dei padroni trattenga le paghe sia pure soltanto per tre o quattro giorni, ed ecco che la folla comincia a rumoreggiare, a dir male parole, e spesso avvengono degli scioperi».
Lo zar Alessandro II lesse il rapporto, annotando sul margine: «Molto triste!».

## Il programma

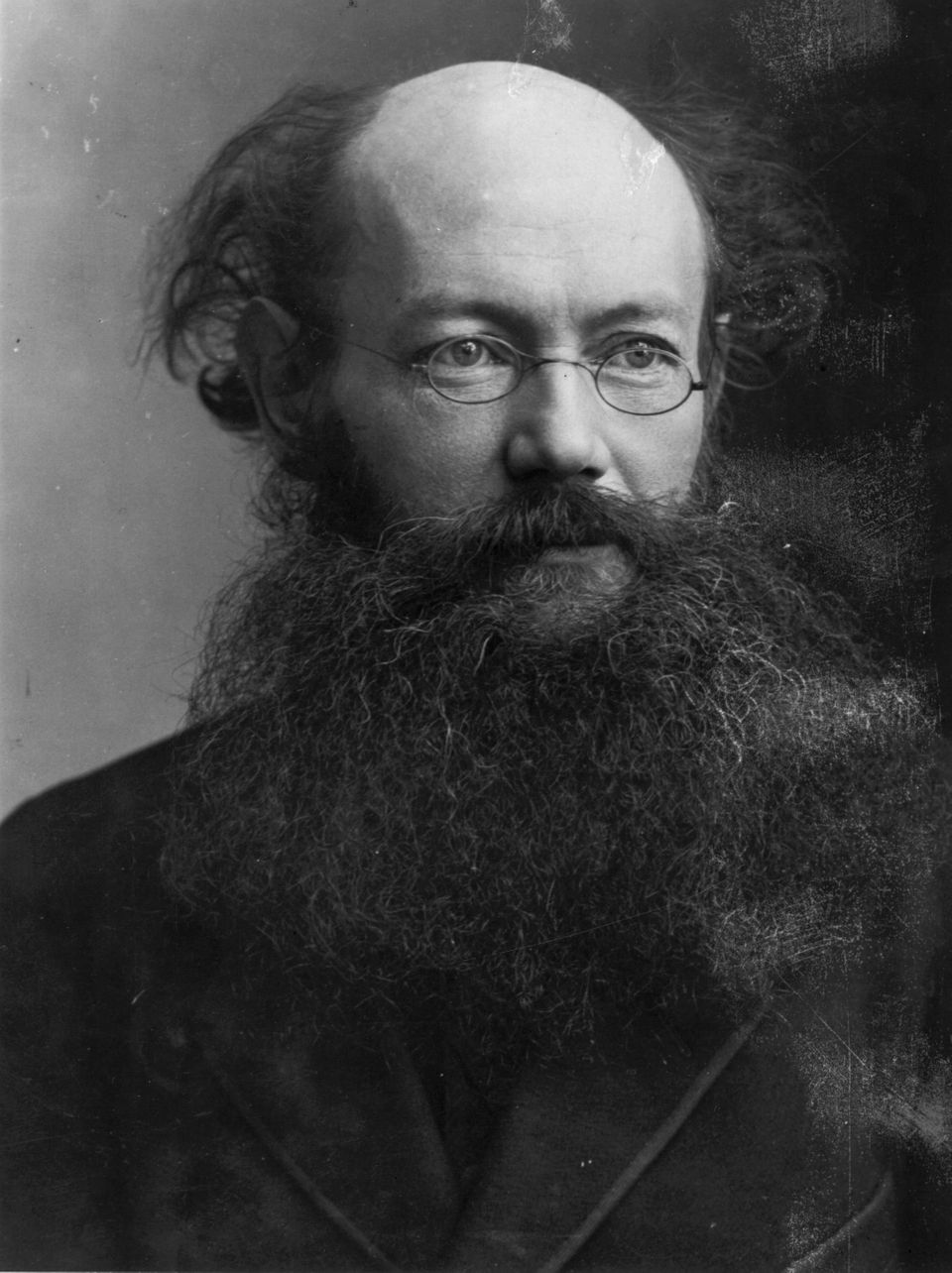
Pëtr Kropotkin

Il gruppo di Čajkovskij si era costituito senza aver elaborato un dettagliato programma politico. Kropotkin ne presentò uno, nel novembre del 1873, sottoponendolo all'attenzione dei compagni. La futura società socialista doveva essere una federazione di comunità agricole autonome. Per realizzarla, occorreva una preliminare attività di propaganda nella quale i rivoluzionari socialisti dovevano assumere il modo di vivere dei contadini e degli operai, fino a fondersi completamente con loro.
Non bisognava proporre miglioramenti economici, perché avrebbero favorito lo spirito conservatore delle masse popolari. Gli scioperi potevano solo fornire l'occasione per alimentare lo spirito combattivo degli operai e per reclutare nuovi compagni. Quanto ai contadini, Kropotkin proponeva di organizzare delle družiny, bande armate che dovevano operare nelle province «dove fossero ancora vivi i ricordi di Sten'ka Razin e di Pugacëv, e muovere verso Mosca, sollevando per strada i contadini contro i signori e contro le autorità locali».
Secondo Kropotkin, il gruppo dei čajkovcy era ancora troppo esiguo per proporsi di far parte dell'Internazionale. Era bene che mantenesse la propria autonomia e, qualora si fosse sviluppato fino a raggiungere una consistenza importante tra gli operai e i contadini, avrebbe valutato se aderire all'Internazionale. Tra le due correnti, l'anarchica e la marxista, Kropotkin avrebbe certamente scelto la prima.
Quali reazioni produsse il programma di Kropotkin sugli altri čajkovcy è controverso, non avendo essi mai avuto una rivista dove dibattere e diffondere le loro idee. I tentativi di creare un periodico, che pensarono di affidare prima allo scrittore Sokolov, da loro fatto espatriare nel 1872, poi a Tkacëv e infine a Lavrov, non ebbero successo. Il gruppo oscillava tra le posizioni di Lavrov e quelle di Bakunin, senza essere né lavrista né bakuniano, ma questa circostanza non impedì ai suoi membri di operare in armonia. Non considerando possibile trasferire in terra russa l'esperienza rivoluzionaria europea, essi mantennero comune la fede nell'obščina quale nucleo di una futura società socialista, il rifiuto del capitalismo come fase intermedia di passaggio al socialismo, e perciò anche il rifiuto di combattere per ottenere riforme liberali. In una riunione tenuta sul problema costituzionale in Russia, essi conclusero che i nobili e i borghesi non si sarebbero nemmeno battuti per ottenere la costituzione, mentre il popolo avrebbe conseguito da una costituzione - necessariamente classista - soltanto «il rafforzamento dello sfruttamento».